# 吉林省人民检察院
吉林省人民检察院是中华人民共和国吉林省的检察机关。前身是成立于1950年10月的吉林省人民检察署，1954年9月更为现名。现任检察长为尹伊君。

## 历史沿革
1950年10月1日，吉林省人民检察署正式成立。时任吉林省公安厅厅长于克兼任检察长。1952年5月至9月，吉林省人民检察署与吉林省公安厅曾短暂合署办公。
1954年9月，改称吉林省人民检察院。
1966年7月10日，吉林省人民检察院成立文化大革命领导小组。1968年1月1日，中国人民解放军吉林省公安机关军事管制委员会成立，对检察院实行军事管制。吉林省人民检察院被撤销，其职权由各级公安机关行使。
1978年3月，第五届全国人民代表大会第一次会议通过《中华人民共和国宪法》，规定重新设置各级人民检察院。同年7月10日，中共吉林省委决定任命沈崙为省人民检察院代理检察长。同年8月5日，吉林省人民检察院重新挂牌办公，下设一处（刑事检察处）、二处（法纪检察处）、三处（监所检察处）、四处（信访处）和办公室。

## 机构设置
- 办公室
- 政治部
- 第一检察部（普通犯罪检察部）
- 第二检察部（重大犯罪检察部）
- 第三检察部（职务犯罪检察部）
- 第四检察部（经济犯罪检察部）
- 第五检察部（刑事执行检察部）
- 第六检察部（民事检察部）
- 第七检察部（行政检察部）
- 第八检察部（公益诉讼检察部）
- 第九检察部（未成年人检察部）
- 第十检察部（控告申诉检察部）
- 法律政策研究部
- 案件管理部
- 检务督察部
- 人民监督工作部
- 技术信息部
- 司法警察总队
- 计划财务装备部
- 审计部
- 机关党委

派出机构
- 吉林省人民检察院驻长白山保护开发区管委会检察室

## 历任领导
历任检察长
| 姓名   | 实际任期              | 备注        |
| ------ | --------------------- | ----------- |
| 刘文   | 1950年12月－1952年6月 |             |
| 薛焰   | 1952年6月－1953年1月  | 兼          |
| 崔次丰 | 1954年8月－1960年5月  |             |
| 陈清   | 1959年10月－1962年6月 | 代理        |
| 沈崙   | 1962年6月－1967年     |             |
| 沈崙   | 1978年7月－1980年4月  | 代理        |
| 辛程   | 1980年4月－1983年9月  |             |
| 杜瑞甫 | 1983年9月－1984年4月  |             |
| 李向武 | 1984年4月－1998年1月  |             |
| 索维东 | 1998年1月－2008年2月  |             |
| 张金锁 | 2008年2月－2012年2月  |             |
| 杨克勤 | 2012年2月－2019年7月  | [ 4 ] [ 5 ] |
| 尹伊君 | 2020年1月－           | [ 6 ]       |